# 天下一品

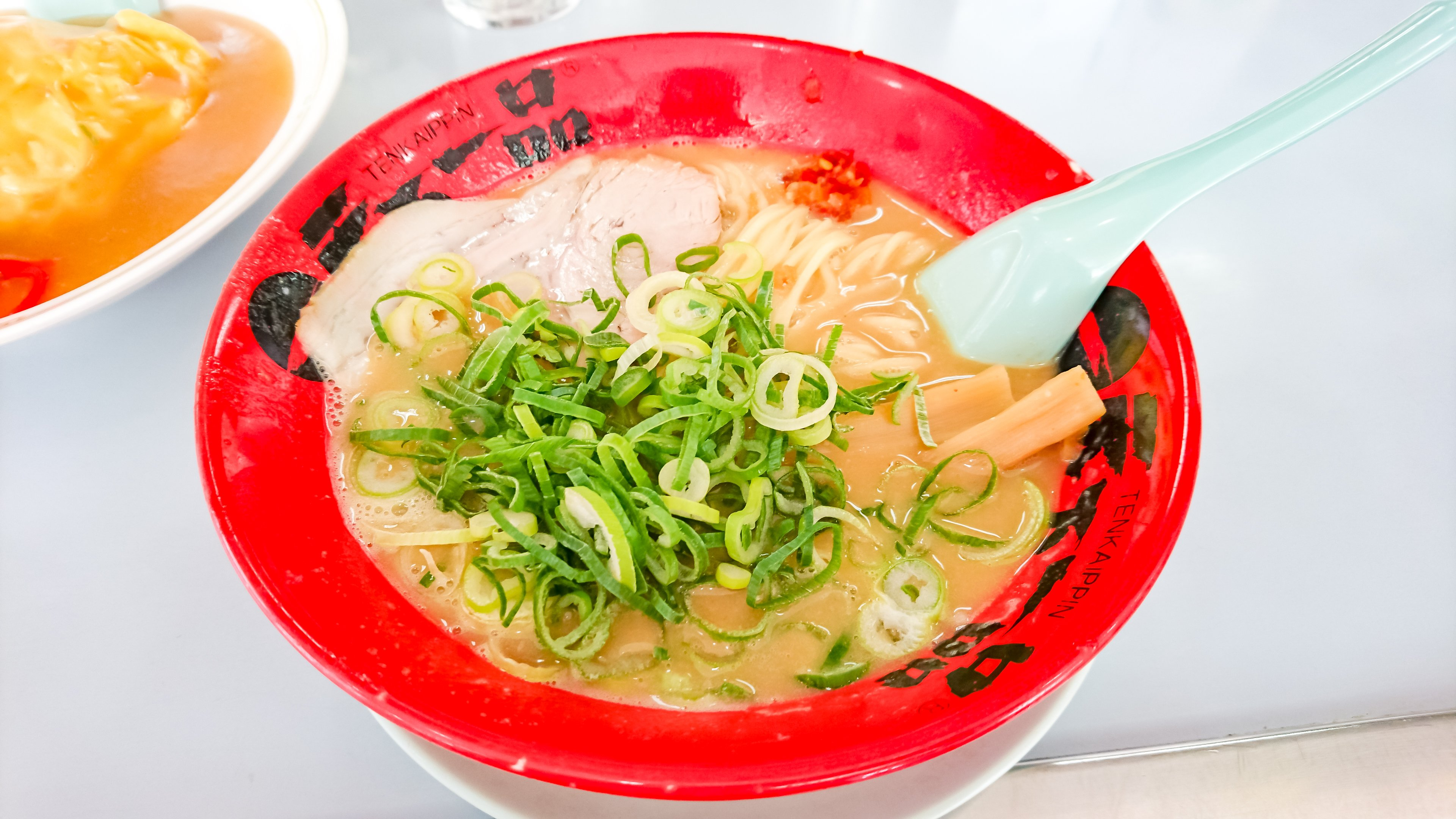
天下一品拉麵

天下一品（日语：／ Tenkaippin），簡稱天一，是一家專營拉麵的日本連鎖餐廳。第一家餐廳由木村勉於1981年在京都開業。截至2014年12月，在日本38個都道府縣開設了233家分店，並在夏威夷開設了一家分店。每年10月1日為天一之日（天一の日），天下一品都會舉辦特別促銷活動。

## 爭議
2012年10月，天下一品因未能向滋賀縣大津市的一家度假村支付其電視廣告的費用而捲入訴訟，度假村索要1,800萬日元，天下一品拒絕支付。
2014年1月，全國18家門市披露，他們的餐廳供應的是中國種植的青蔥，而不是京都本地的「九條根」青蔥，加盟商為此公開道歉。

## 外部連結
- 维基共享资源上的相關多媒體資源：天下一品
- 官方网站  （日語）